# Serbiska köket
Serbiska köket är ett heterogent kök som blandar många olika traditioner, och som har influerats av medelhavsköket, det turkiska köket och det ungerska köket. Serbisk konfekt inkluderar koljivo, nötkakor, och sachertårta. Den serbiska diasporan har medfört att köket har fått viss internationell erkännande. De flesta serberna äter tre mål dagligen, frukost, lunch och middag; Vitt bröd bakat på vete finns alltid på bordet. Detta beror på att man använder bröd i det Serbiska köket istället för potatis som introducerades sent i Serbien. Samma sak gäller ris och pasta. Lunchen är dagens största måltid. Förrätter består oftast av diverse soppor, liksom i många andra Medelhavsländer. Frukosten introducerades först under 1800-talets andra hälft..
Rätter som slatko, sylt och gelatindesserter är vanligt. Olika inlagda maträtter som surkål (Kupos) och pickles är också vanligt. Inlagda grillade paprikahalvor är en variant av pickles. Ajvar och korvar tillreds ofta i hemmen.  Egen ketchup tillverkas och hälls i vinflaskor med en stark grön paprika i flaskans hals som kryddförstärkare, vilket både beror på ekonomi och kultur. Det serbiska köket är relativt milt med få kryddor och örter. Vegeta finns i alla hem. Svartpeppar och malen paprika används, tillsammans med persilja, i soppor. Vitpeppar, kryddpeppar, koriander, lagerblad, selleri och nejlika används emellanåt.

## Galleri

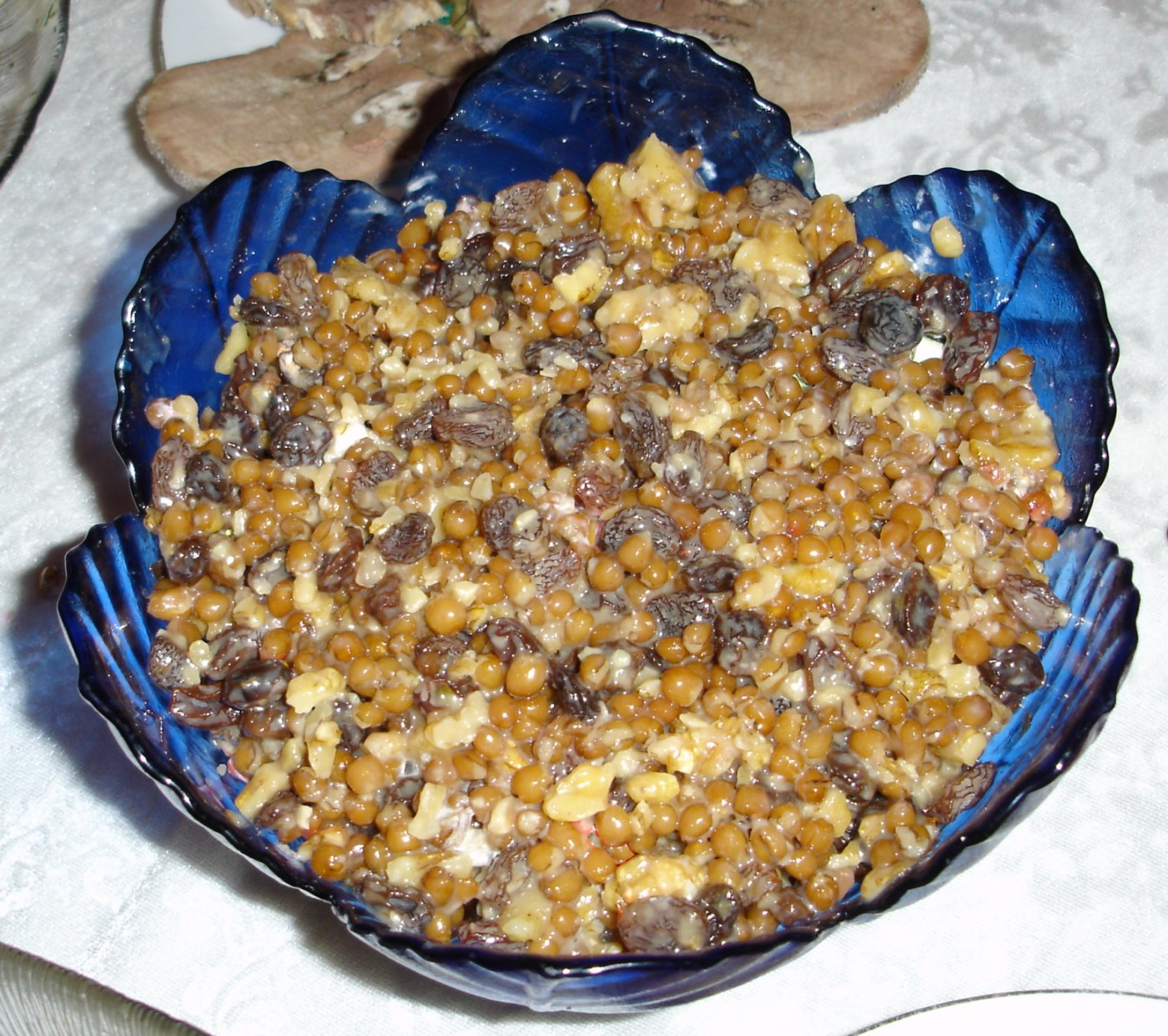
Koljivo
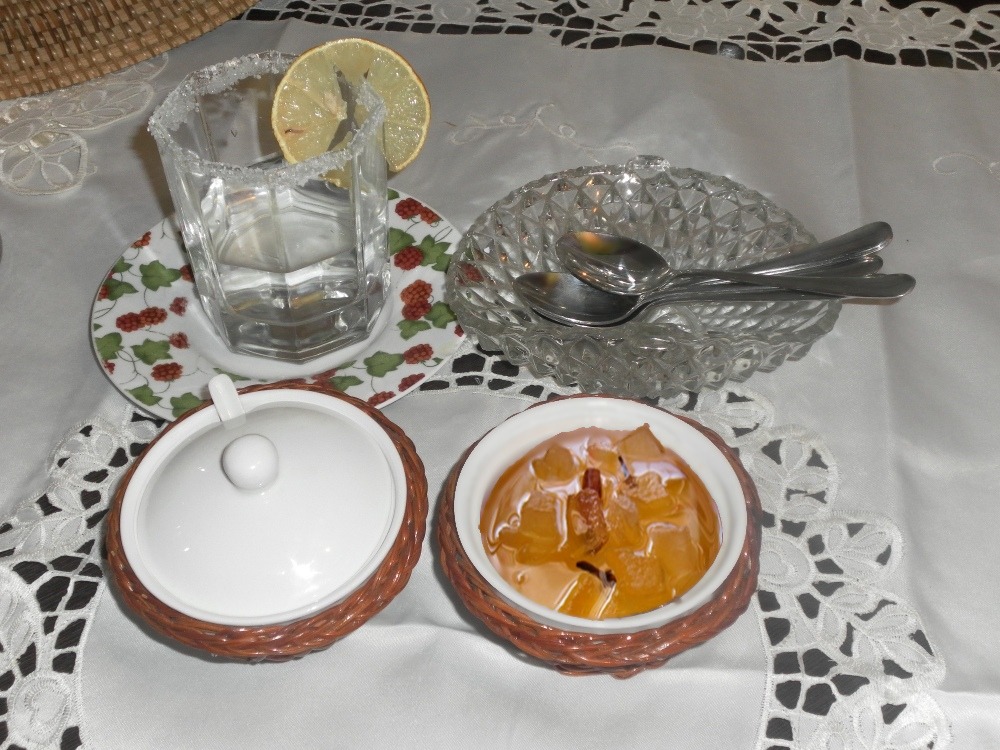
Slatko
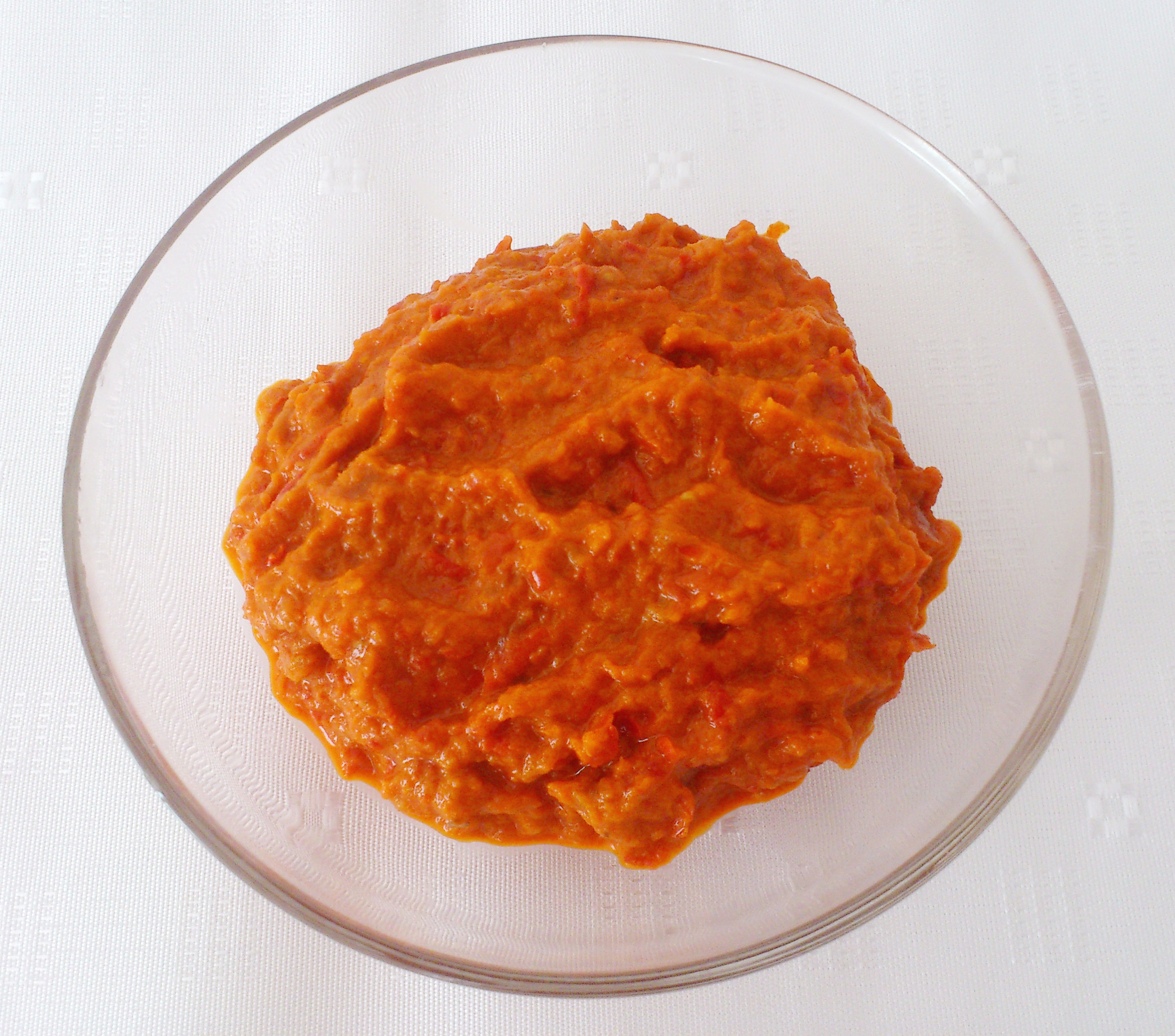
Ajvar